# Actor (linguagem de programação)
Actor é uma linguagem de programação proprietária que existiu na década de 1990, que pode ser caracterizada como uma linguagem baseada em Smalltalk porém com uma sintaxe baseada em Pascal. Foi inventada por Charles Duff do The Whitewater Group em 1988. Foi um desdobramento de algumas extensões orientadas a objeto para a linguagem Forth em que ele estava trabalhando, porém a herança de Forth só aparece no uso de código encadeado.

É uma linguagem orientada a objeto pura, no estilo de Smalltalk. Como em Smalltalk, tudo era um objeto, incluindo inteiros pequenos. Um coletor de lixo semi-espacial Baker foi usado, junto com  um sistema de memória virtual, muito útil em uma época com a restrição de memória do Windows 2.1. Ela usava interpretador (threaded code), escrito em linguagem assembly de 16 bits x86,. Apesar de interpretada, era possível preparar uma versão executável de sua aplicação.

Actor só foi lançado no sistema operacional Microsoft Windows 2.1 e 3.0. A linguagem talvez tenha sido a primeira estrutura orientada a objeto pura sobre as chamadas do sistema operacional nativo como sua arquitetura GUI básica. Isso permitiu que um aplicativo Actor se parecesse exatamente com um aplicativo do Windows escrito em C, mas com todas as vantagens de um ambiente de desenvolvimento interativo similar ao Smalltalk. Isso acabou sendo ao mesmo tempo uma desvantagem e uma vantagem para essa arquitetura, já que causou um forte acoplamento à arquitetura do sistema operacional Windows, com uma fina camada de abstração nos objetos. Isso permitiu o uso direto da rica API do sistema operacional Windows, mas também tornou quase impossível oferecer suporte a qualquer outro sistema operacional sem uma reescrita significativa da estrutura do aplicativo.